# Max Dextre
Max Dextre (Lima 13 de abril de 1936-Lambayeque 28 de marzo de 1998) fue un poeta, conferencista y periodista abocado a la cultura. Vivió muchos años en Lambayeque, llegando incluso a adoptarla como cuna natalicia.

## Biografía
Max Dextre nació el 13 de abril de 1936 en Lima. Poeta nacional, periodista cultural y conferencista, vivió gran parte de su vida en Chiclayo y Lambayeque, adoptando a esta última ciudad como cuna natalicia.
Dextre fue un conferencista culto y dueño de una oratoria magistral. Recorrió varios lugares del Perú donde los temas predilectos eran José Eufemio Lora y Lora, César Vallejo, Nicanor de la fuente (NIXA), entre otras personalidades de la literatura. Así mismo, ofrecía diversos recitales donde emocionaba a la concurrencia con la lectura de sus poesías (destacando: A mi madre le decían loca). 
Murió en Lambayeque el 28 de marzo de 1998, a los 61 años. 

## Obra
En la producción de Max Dextre se cuentan varios artículos culturales dados a conocer a través de medios de prensa local y nacional.
Su producción poética la resumió en una sola obra: La Nave de Orión, renovada y publicada hasta en seis ediciones (1982,1985, 1988, 1991, 1994, 1997.)
La última edición está dividida en tres partes:
1. Siete poemas de verso libre.
2. Sesenta haikús y veintitrés poemas de verso libre.
3. Noventa creaciones de extraordinaria fuerza y esencialidad.

También publicó en poesía: Palabras Para El Silencio (1977), Fruta de Nieve (1979), y el valioso análisis literario: Poetas Representativos De Lambayeque (1989). Obras inéditas: Poetas Representativos De Lambayeque, II Parte (Análisis Literario), Pajano Loro (Novela), Signos de la Aurora (Poesía), y Mientras Oscurece (Poesía)
Algunos de sus poemas son:
Mi Lambayeque
¡Manantial solemne de apariciones!
Las luciérnagas alumbran sus calles.
Mi Lambayeque, de zapotes y bichayos...
Del bien me sabe, del cañazo,
Del Colambo y el capuz.
Mi Lambayeque crece en la arena y de
Piedra y arena extrae miel.
Espejo inmemorial del algarrobo...
Ni las pirámides mayas,
Ni las catedrales góticas,
Ni los templos griegos,
Ni la muralla china,
Me gustan tanto como mi Lambayeque.
Perdido talismán en los sirtes del océano...
Norias rodeadas de papayos
Donde cantan las cuculas:
¡Lambayeque huele a mar!
Gracias por el fuego
Gracias Whitman
Inmenso camarada
Gracias Basho
Pasaste por mi vida
Como el viento del Fuji
Gracias Gerardo de Narval
Tu locura me salvó del suicidio
Gracias Rimbaud
Por ayudarme a cruzar el infierno
Gracias José Asunción Silva
Porque me enseñaste a sublimar el deseo
Gracias Rilke
Tiene usted razón
Hay que haber estado al lado de los muertos
Antes de escribir un verso
Gracias Borges
Por ayudarme a seguir el camino
Gracias Valéry
Porque hiciste de mi vida poesía pura
Gracias Mario Florián
Por la música
Gracias Dante
Porque me hiciste conocer a Beatriz
Gracias Ricardo Rivas Martino por el ejemplo
Gracias Edgar Allan Poe
Cuando me enteré que te habían encontrado
Muerto sobre un banco cerca del puente del
Puerto de Baltimore en 1840
Comencé a escribir poesía.

Haikues
VII
Lo bello está
En buscar el amor siempre
No en hallarlo
XXII
Algún día seré
Sólo un recuerdo que  
No podrán borrar

## Crítica
Arturo Rodríguez  (miembro de la Asociación de amigos de Max Dextre) dice:
La poesía de Max Dextre, disidente, crítica, es una lectura reveladora del mundo, y va dirigida contra una moral colectiva prepotente e hipócrita. Con lucidez e intuición poética encarnó a través del lenguaje a seres marginales y desposeídos. Cantó a su ciudad y su historia, e introdujo en el medio lambayecano el haikú japonés, brevísima composición poética, atractiva por su capacidad de síntesis e iluminación.

## Reconocimientos
- 1992: Diploma de Honor por la Municipalidad de Santiago de Chuco.
- 1994: Diploma de la Cultura otorgada por la Municipalidad de Lambayeque.
- 1995: Medalla de la Cultura del Instituto Nacional de Cultura- Lambayeque.

Incluido en diversas antologías nacionales e internacionales. En el Instituto Nacional de Cultura de Chiclayo se edificó un busto a su memoria para testimoniarle reconocimiento y eterna gratitud. También se fundó en su nombre la Asociación Cultural Amigos de Max Dextre, cuyo fin es difundir su obra.

## Linkografía
1. http://literaturaenlambayeque.blogspot.com/2010/06/max-dextre-y-su-valioso-legado.html
2. https://dokumen.tips/documents/poemas-de-max-dextre.html
3. Página de la poesía lambayecana: http://www.geocities.ws/hectorc17/index-2.html